# (33315) 1998 KA63
1998 كي أي 63 (ويعرف أيضًا باسم (33315) 1998 كي أي 63 وفق تسمية الكوكب الصغير) (بالإنجليزية: 1998 KA63)‏ هو كويكب ضمن حزام الكويكبات؛ وترتيبه 33315 من حيث الاكتشاف.
اكتُشف هذا الجُرم الفلكي بواسطة بحث لنكولن عن الكويكبات القريبة من الأرض في 22 مايو 1998.

## وصلات خارجية
- (33315) 1998 KA63 في قاعدة بيانات مختبر الدفع النفاث لأجرام النظام الشمسي الصغيرة

- الاكتشاف · مخطط المدار ·  العناصر المدارية · المعلمات المادية

- (33315) 1998 KA63 على موقع ويكي سكاي: DSS2, SDSS, GALEX, IRAS, Hydrogen α, X-Ray, Astrophoto, Sky Map, Articles and images